# San Martino di Finita
San Martino di Finita község (comune) Olaszország Calabria régiójában, Cosenza megyében.

## Fekvése
A megye nyugati részén fekszik. Határai: Cerzeto, Lattarico, Rota Greca és Torano Castello.

## Története
A település első írásos említése a 11. századból származik, II. Orbán pápa egyik bullájából. A 15. század közepén egy földrengés során teljesen elpusztult. A vidékre érkező albán menekültek népesítették be ismét a 15-16. században.

## Főbb látnivalói
- Palazzo Scavello
- Palazzo Musacchio
- Palazzo Garrafa
- Palazzo Carci
- Palazzo Alimena
- Misericordia o del Borgo-templom
- Sant’Antonio-templom
- Santa Rita-templom
- Santa Maria Assunta-templom
- San Martino Vescovo-templom